# Morir (o no)
Morir (o no) película española, dirigida por Ventura Pons en el año 2000.

## Argumento
1.-Morir: Siete historias independientes que culminan con la muerte de uno de los protagonistas. Un director de cine que quiere salir de su bache creativo. Un heroinómano que no se resiste a la droga. Una niña que se ahoga con los huesos del pollo. Un enfermo que no alcanza el botón de alarma del hospital. Una histérica que se atiborra con pastillas y Agua del Carmen. Un joven motorista atropellado por la policía. Un ejecutivo víctima de un asesino a sueldo. 
2.-No morir: Las siete historias se encadenan, en clave de humor, en una sola: nadie muere y todos los personajes tienen relación entre ellos.